# ジュティスツカリ川
ジュティスツカリ川（グルジア語: ჯუთისწყალი、グルジア語ラテン翻字: Jutistskali）は、ジョージアのムツヘタ＝ムティアネティ州カズベギ地区を流れる河川。スノスツカリ川の右支流である。ツカリ（წყალი）は古ジョージア語で「川」を意味しており、ジュティスツカリは「ジュタ」（ჯუთა）の「川」（წყალი）という意味である。
全長は13キロメートルで、流域面積は79.7平方キロメートル。ジュタ村から下流4.3キロメートルの地点でクヴェナムティスツカリ川と合流し、スノスツカリ川を形成している。水源は海抜3,275メートルにあり、雨や雪解け水、地下水が主たる供給源である。春から夏の初頭にかけては水量が多い状態となり、冬は低水量である。クヴェナムティスツカリ川との合流点における年間平均流量は毎秒2.39立方メートルである。